# Boudofo
Boudofo is een gemeente (commune) in de regio Kayes in Mali. De gemeente telt 4500 inwoners (2009).
De gemeente bestaat uit de volgende plaatsen:
- Boudofo
- Dialikebafata
- Guanfaragué Mourdiah
- Kénieroba
- Mourdiah
- Kolonding
- Oualia
- Sémè